# 綠谷湖 (加利福尼亞州)
綠谷湖（英語：Green Valley Lake）是位於美國加利福尼亞州聖貝納迪諾縣的一個非建制地區。該地的面積和人口皆未知。

## 地理
綠谷湖的座標為34°14′27″N 117°04′38″W / 34.24083°N 117.07722°W，而該地的平均海拔高度為791米（即2595英尺）。